# Lista över Michael Jacksons TV-uppträdanden

## Diana Ross TV Special
- År: 1981
- Låtlista: "Rock With You" och "Ease On Down The Road", "Rock With You" samt "Upside Down" (de tre sistnämnda med Diana Ross)

## Motown 25:Yesterday, Today and Forever
- År: 1983
- Låtlista: "I Want You Back", "The Love You Save", "Never Can Say Goodbye" och "I'll Be There" (med The Jacksons) samt "Billie Jean"
- Övrigt: Michael Jackson visade här för allra första gången upp "moonwalken" under Billie Jean

## 13th Annual American Music Awards
- År: 1986
- Låtlista: "We Are The World" (med andra artister)

## 30th Annual Grammy Awards
- År: 1988
- Låtlista: "The Way You Make Me Feel", "Man in the Mirror"

## Sammy Davis Jr. Tribute
- År: 1989
- Låtlista: "You Where There"

## MTV 10
- År: 1991
- Låtlista: "Black or White", "Will You Be There"
- Övrigt: Michael Jackson var den enda artisten som framförde mer än en låt under denna show.

## Bill Clinton Pre-Inaugural Celebration
- År: 1993
- Låtlista: "We Are The World" (tillsammans med andra artister)

## American Music Awards
- År: 1993
- Låtlista: "Dangerous"

## The 52nd Presidential Inuagural Gala
- År: 1993
- Låtlista: "Gone too Soon" och "Heal the World"

## Superbowl XXVIII Halftime Show
- År: 1993
- Låtlista: Intro, Medley ("Jam", "Billie Jean", "Black or White"), "We Are The World" och "Heal the World"
- Övrigt: Denna halvtidsshow är tills idag den med flest tittare.

## Soul Train Awards
- År: 1993
- Låtlista: "Remember The Time"
- Övrigt: Framfördes sittande i rullstol efter en fotskada under repetitionen.

## Jackson Family Honours
- År: 1994
- Låtlista: "If You Only Believe (In The Power Of Love)" (med Celine Dion, Dionne Warwick m.fl. artister)

## VH-1 Awards
- År: 1995
- Låtlista: "We Are The World" (med Boyz 2 Men)

## 12th Annual MTV Music Video Awards
- År: 1995
- Låtlista: Hit Medley (tillsammans med Slash), "Dangerous", "You Are Not Alone"

## BET 15th Anniversary Show
- År: 1995
- Låtlista: "You Are Not Alone"

## Wetten Das Show
- År: 1995
- Låtlista: "Dangerous", "Earth Song"

## Brit Awards
- År: 1996
- Låtlista: "Earth Song"
- Övrigt: Under uppträdandet invaderade Jarvis Cocker scenen i protest mot (vad han tolkade som) Jacksons Jesus-image.

## World Music Awards
- År: 1996
- Låtlista: "Earth Song"

## Elizabeth Taylor 65th Birthday Celebration
- År: 1997
- Låtlista: "Elizabeth I Love You"

## Royal Towers of Atlantis Opening
- År: 1998
- Låtlista: "Heal The World"
- Övrigt: Detta uppträdande var helt orepeterat och oplanerat

## American Bandstand 50th Anniversary
- År: 2002
- Låtlista: "Dangerous"

## A Night At The Apollo
- År: 2002
- Låtlista: "Dangerous", "Black or White" (med John Frusciante), "Heal The World" (med Diana Ross)

## World Music Awards
- År: 2006
- Låtlista: "We Are The World" (med barnkör)
- Övrigt: Detta uppträdande var helt orepeterat och oplanerat